# Fangelturm

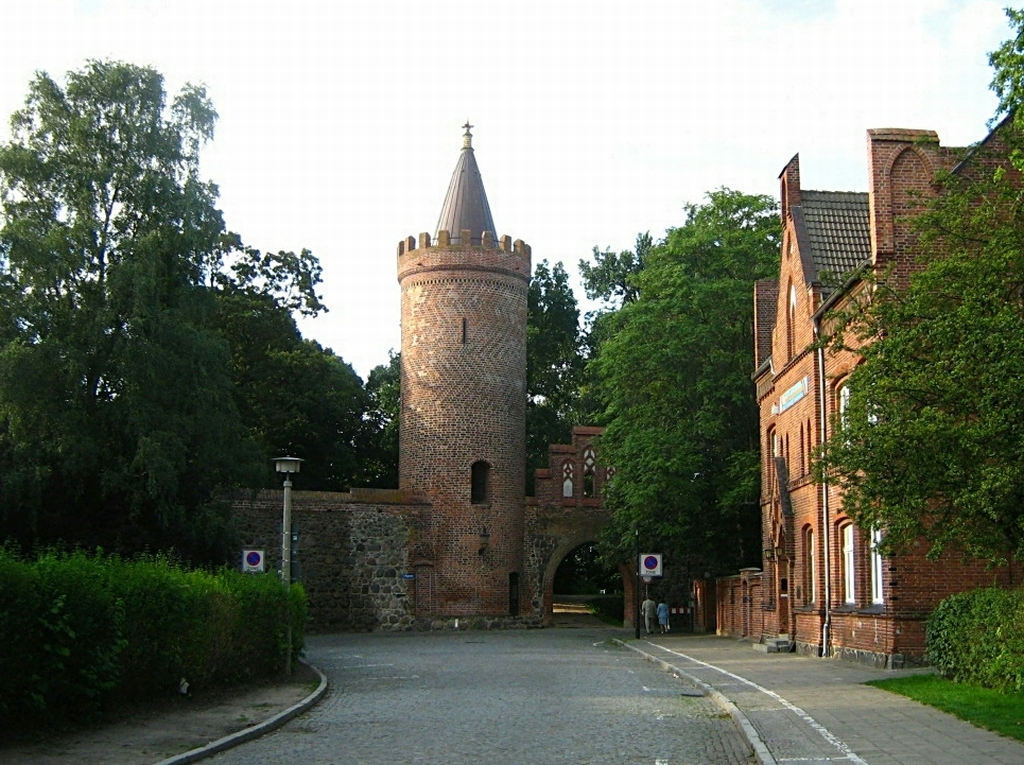
Fangelturm Neubrandenburg

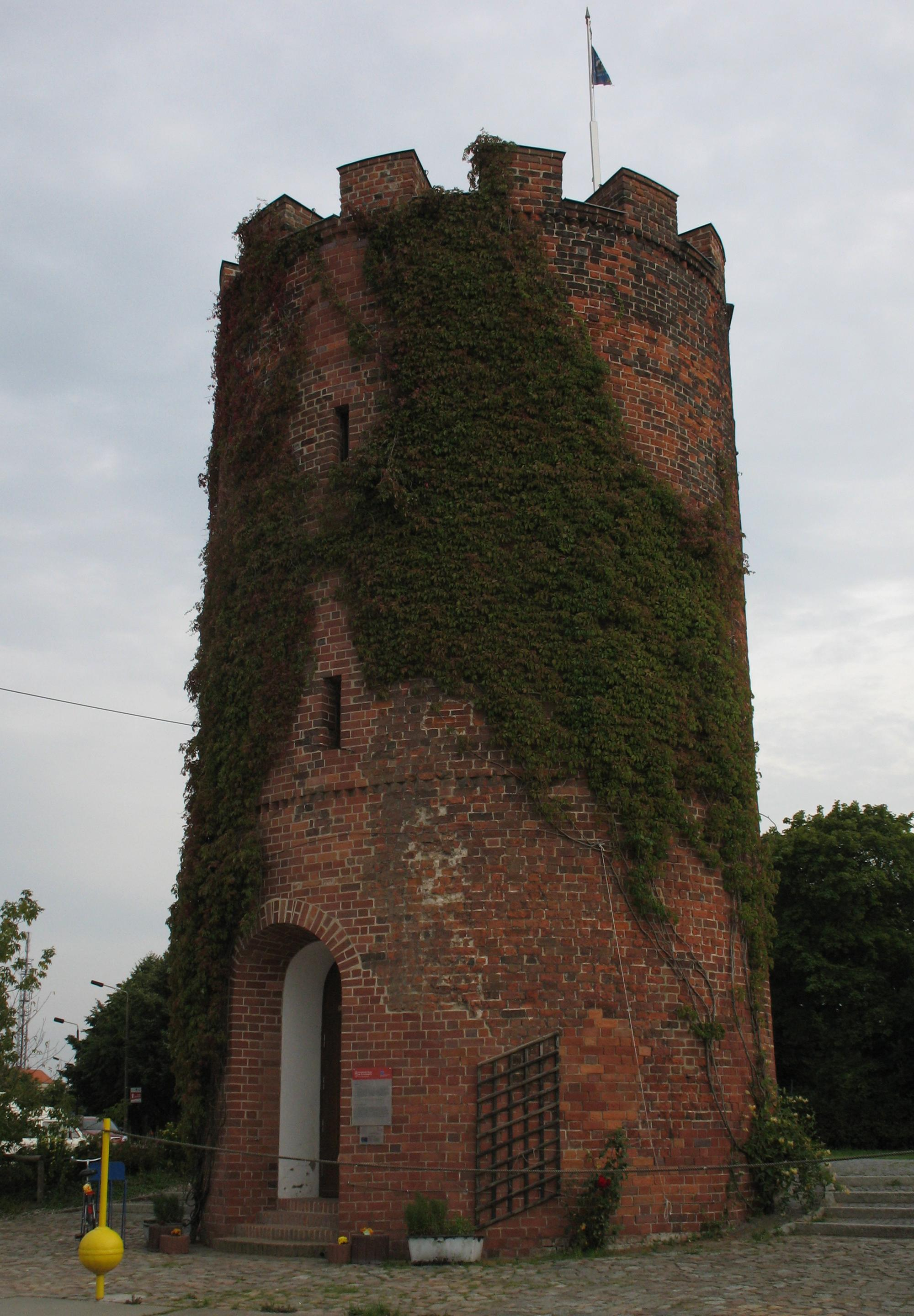
Fangenturm in Greifswald

Als Fangelturm oder auch Fangenturm werden mehrere Türme in Wehranlagen oder in Stadtmauern im heutigen Gebiet Mecklenburg-Vorpommerns, Niedersachsens sowie Sachsen-Anhalts bezeichnet. Der Name bedeutet so viel wie Gefangenenturm. In anderen Regionen ist der Begriff Hungerturm üblich.
Folgende Türme tragen den Namen:
- Fangelturm (Barth)
- Fangelturm (Friedland)
- Fangelturm (Malchin)
- Fangelturm Müggenburg
- Fangelturm (Nehringen)[1]
- Fangelturm (Neubrandenburg)
- Fangelturm Rostock
- Fangelturm Rothenklempenow
- Fangelturm (Seehausen) in Seehausen (Altmark)[2]
- Fangelturm (Stralendorf)
- Fangelturm der Burg Blankenburg
- Fangelturm Wesenberg
- Fangenturm Greifswald
- Fangenturm (Münden)